# Xã Tippecanoe, Quận Marshall, Indiana
Xã Tippecanoe (tiếng Anh: Tippecanoe Township) là một xã thuộc quận Marshall, tiểu bang Indiana, Hoa Kỳ. Năm 2010, dân số của xã này là 1.313 người.